# Dioš
Dioš, do roku 1948 Kravjak Podborski (maďarsky Diósszentpál) je vesnice v Chorvatsku v Bjelovarsko-bilogorské župě, spadající pod opčinu Končanica. Nachází se asi 6 km severozápadně od Daruvaru. V roce 2011 zde žilo 144 obyvatel. V roce 1991 bylo 21,66 % obyvatel (26 z tehdejších 120 obyvatel) české národnosti. Název pochází z maďarského slova diós, znamenající "místo, kde jsou ořechy".

## Sousední sídla
| Růžice kompasu |           |       | Šuplja Lipa   | Růžice kompasu |
| Růžice kompasu |           | Sever | Batinjani     | Růžice kompasu |
| Růžice kompasu | Dioš      |       | Batinjani     | Růžice kompasu |
| Růžice kompasu | Jih       |       | Batinjani     | Růžice kompasu |
| Růžice kompasu | Končanica |       | Donji Daruvar | Růžice kompasu |